# 러시아의 교육
러시아의 교육(러시아어: Образование в России 오브라조바니예 프 로시[*])은 거의 대부분 주정부가 하며 연방교육과학기술부가 감독하고 있다. 주정부는 연방법의 범위 내에서 주의 사정에 맞게 교육과정을 조정하여 지역 특색에 맞게 운영할 수 있다. 2004년에는 러시아 정부 예산의 13%에 해당하는 금액이 교육예산으로 책정되었다. 사립교육기관들은 유치원 학령인구의 1%, 초등교육기관 학령인구의 0.5%를 수용하며, 고등교육기관의 학령인구의 17%가량이 사립학교에 취학 중이다.
1990년 이전까지 소련의 교육은 10년이었지만, 1990년 말부터는 11년 교육을 하였다. 유치원, 초등학교, 중등학교(중등, 고등)는 무료이나 고등교육기관(대학교)은 입학금만 무료로 나머지는 금액을 지불하고 대학교를 다닌다. 중등교육과정까지는 남녀학생의 수가 거의 같지만, 고등교육기관에서는 여성의 비율이 57%다.
2002년의 러시아인구주택총조사에 의하면 문식률은 99.4%(남성 : 99.7%, 여성 : 99.2%)이다. 15세 이상의 인구 중 16%가량이 고등교육을 받았으며, 47.7%가량은 중등교육과정을 졸업하였다.

## 역사
러시아 교육의 역사는 공산주의 혁명이 성립된 1917년을 기점으로 한다. 혁명이 성립된 후 러시아의 교육이 제국 시절의 교육과 다른 점은, ① 프롤레타리아적 계급성을 띤 것, ② 교육과 노동과의 결합을 꾀한 것, ③ 제도상 공산주의를 꾀한 것 등이 근본적으로 달라진 점이었다.
혁명 후의 교육발전은 4단계로 구분할 수 있는데, 제1기는 1917년에서 1929년, 제2기는 1930년에서 1958년, 제3기는 1959년 이후부터 1983년, 제4기는 1984년 이후이다. 각 단계별 제도상의 특색을 들면 다음과 같다.

### 제1기
공산주의적 교육제도의 모색기로서, 혁명 전의 각종 학교(중등학교·실과학교·상업학교·교회학교 등)가 단일노동학교 규정(1918)에 의해 통합되고, 제도적으로는 1학년부터 9학년까지의 단선형(單線型)의 학교(전기 5년, 후기 4년)가 설립되었으며, 내용적으로는 생활과 교육과의 결합을 추구하려 하였다. 또 민족과 성(性)에 관계없이 만 8세부터 17세까지의 모든 사람에게 문호를 개방하였으나, 실제로는 제도·내용이 다 불안정하여 제도상으로도 정착이 안 되고, 내용·방법상에 있어서도 많은 비판을 받았다.

### 제2기
의무교육제도의 확립과 러시아 교육제도의 원형의 확립기라고도 불리는 시기로, '초등보통의무교육에 관해서'(1930)의 결정에 따라 4년제의 의무교육이 실시되었으며, '소비에트 연방에 있어서의 소·중학교의 구성에 관해서'의 결정에 의해, ① 4년제 소학교, ② 7년제의 집중학교, ③ 10년제의 중학교 등 3종류로 학교체계가 확립되었다. 학교제도를 살펴보면, 계속 의무교육연한의 연장을 추구하여, 1949년 5학년 입학자부터 7년간의 교육을 의무화하였다. 교육내용·방법상으로는 '교육인민위원부 체계의 아동학적 편향에 관하여'(1936)의 아동학 비판에 의해 계속되어 온 교육학 논쟁에 종지부를 찍었으며, 마카렌코(A. S. Makarenko, 1888-1939)의 집단주의 교육이론과 실천을 많이 도입한 시기라고 볼 수 있다.

### 제3기
공산주의사회 건설에 발맞추어 과학·기술 혁신에 대응하는 새로운 학교건설을 목표로 한 시기로, '학교와 생활과의 결합 강화와 소련 연방 내의 국민교육제도를 한층 더 발전시키는 데 관한 법률'(1958) 이후를 가리킨다. 교육의 양적 증대와 질적 향상을 위한 교육제도·교육내용·교육방법에 대해 적극적인 조치가 이루어졌다. 1973년에는 '국민교육기본법'이 제정되었는데, 그것은 공산주의적 인간상 및 도덕규범을 명시하고 있다. 또 종합기술교육 원칙이 재확인되었고, 사회과가 신설되고 노동과가 특설되어 공산주의적 국가이념하에서 유아기부터 노동을 통해 국가·당·집단에 대한 봉사정신을 함양할 수 있도록 하였다.

### 제4기
교육개혁을 위한 노력이 시작된 시기로 1984년 4월 당중앙위와 각료회의의 결정에 따라 '보통교육학교 및 실과학교 개혁'을 비롯한 일련의 입법조치가 실시되었다. 제27차 당대회(1986년 2-3월)의 고르바초프 서기장 연설에서도 '한 가지 방침의 일관된 교육체제 창설', '보통교육학교 및 실과학교 개혁' 등이 강조되었다. 개혁은 1986년 9월부터 실시하고, 1990년까지 매년 110억 루블의 재정지출 증가라는 예산조치도 뒤따랐다. 그러나 1991년 말의 소련 연방 해체로 그 계속적인 추진 여부는 불투명해졌다.

## 교육 제도
1990년대 이전까지 교육제도가 중앙집권화되어 있었으며, 아직까지도 옛 교육제도와 유사한 형태를 유지하고 있다. 각 단계별 개략을 설명하면 다음과 같다.

### 취학전 교육
만 4세부터 6세 혹은 7세까지의 유아를 수용하는 유치원 및 생후 2개월부터 만 3세까지의 영아들을 수용하는 탁아소가 있다. 1959년 이후, 이 두 시설을 통합해서 탁아·유치원으로 운영하고 있다. 그 특색은 부모의 직장과 취학 전 교육시설이 결부되어 있는 점과, 장기간 보육(1일 9-12시간)을 행하고 있다는 것이다.

### 의무교육

러시아의 학제

만 6세부터 시작하면 11년, 8세부터는 10년간인데 교육비는 무료(전액 국고 지원)이다. 학교 종류를 보면 4년제 초등학교, 8년제 학교, 10년제 중등학교의 3종류가 있다. 농촌·벽지에는 초등학교와 8년제 학교가, 도회지에는 8년제 학교와 10년제 중등학교가 많은데, 어떤 학교에 입학해도 10년간은 의무로 된다. 따라서 초등학교 수료자는 가까운 8년제 학교인 중학교의 5학년에 편입한다. 특색은, 의무교육기간에도 학생이 국가에서 지정한 교수 요목에 따른 일정 수준의 성적이 유지되지 못할 때는 낙제를 시킨다(각 학년 평균 4% 전후). 성적은 5단계의 평가법을 사용하고 있는데, 1-3학년까지는 국어와 산수과목의 성적이 5단계 중 하위의 2단계까지가 낙제이며, 4학년 이상은 국어와 산수 이외에 기초과목 3과목 이상이 그 진급평가의 대상이 된다. 일반교육 시설이 있는 중학교 제9·10학년, 실과교육 시설과 직업교육(마이스터) 시설이 있는 중등전문학교 및 중등직업기술학교 등 3종류의 학교에서 후기 중등교육을 행하고 있다. 중등직업기술학교 및 중등전문학교에의 진학에는 입학자 선발시험은 없지만, 중학교 제9·10학년의 경우는 고등교육기관과 사실상 마찬가지로 선발시험이 있다. 중등직업기술학교의 수업연한은 학생이 전공하는 직종에 따라 1-3년, 중등전문학교의 수업연한도 사실상 마찬가지로 3-4년이다. 또 양자 모두 중학교(제10학년) 수료를 입학자격으로 하는 과정도 있다.

### 고등교육
종합대학 및 여러 종류의 단과대학으로 이루어지며 수업 연한은 종합대학이 5-6년, 단과대학은 4년이다. 종합대학은 중등교육 이상의 교원·학술연구자의 양성을, 단과대학은 각 전문분야의 전문기술자 양성을 목적으로 하고 있다. 고등교육기관의 특색 중 하나는 주간 학생보다 야간 및 통신교육 수강생이 더 많다는 것이다. 전체 대학생 중 약 60% 정도가 야간 및 통신교육 수강생이다. 최근에는 큰 공장에 공장대학을 설치하여 운영하고 있는데, 대학교수가 직접 공장에 출장 강의를 하도록 하여 근로자의 통학에 필요한 시간을 감소시켜 주고 있다. 또 다른 특색은 대학입학 자격으로 근로자·노동경험 소유자·군복무 경험소유자 등을 우대하고 있는 점이다. 즉 대학입학은 10년제 완전히 중학교 졸업 후 직접 대학에 진학하는 자보다 노동경험 소유자, 기업체의 파견자, 군복무자들을 우선적으로 하고 있다는 것이다.

## 교육 내용
소련 연방 해체 이전의 교육은 첫째, 학생이 여러 교과를 충분히 학습함으로써 여러 자본주의 나라로의 간섭에도 의연한 태도로 대응하고, 오로지 공산주의적인 인생관·세계관으로 일관할 수 있도록 했다. 둘째, 집단의 이해와 개인의 이해는 일치한다는 공산주의적 국가 이념 하에서 유아기부터 노동을 통해 국가·당·집단에 대한 봉사정신을 획득하도록 하는 데 있었다. 그러나 페레스트로이카를 비롯한 절충개혁운동의 결과 학습내용의 과목이 크게 바뀌어 대학 등 교육기관에서 필수과목으로 지정, 의무적으로 배우도록 해왔던 스탈린주의 사상 교육을 1990년 2월 신학기부터 이를 필수에서 제외하고 대학 졸업시에 치르는 스탈린주의 국가시험도 폐지했다. 

## 같이 보기
- 러시아의 과학자 목록